# Precursor (delictes informàtics)
Un precursor es defineix com allò que va al davant d'una altra cosa o esdeveniment i el prepara per fer-lo possible.
En l'esfera dels ciberdelictes, aquesta conducta és regulada en el Codi Penal Espanyol en els articles 197 ter relatiu a l'espionatge, 248.2.b relatiu a l'estafa i 264 ter relatiu al sabotatge informàtic, entre d'altres.
Tenint en compte l'anterior definició i la seva regulació, un precursor de delictes informàtics es pot definir com la producció, fabricació, adquisició, possessió, importació, distribució, venda i/o facilitació a tercers de programes informàtics, contrasenyes, codis d'accés, equips o altres mecanismes que facin possible la realització de certes conductes amb la finalitat principal de cometre un delicte informàtic.
És important fer èmfasi en que tot programa, programari o malware que s'hagi obtingut sense una motivació criminal o la finalitat de la qual no fos delictiva, no s'inclouria dins de la categoria de precursor. Per tant, una conducta serà precursora de delictes informàtics si la seva finalitat última és la comissió de fets delictius.

## Conducta típica i exemples

### De l'espionatge informàtic
El precursor del delicte d'espionatge és regulat en l'art. 197 ter, en relació amb el 197 CP. Dins d'aquesta categoria, un precursor seria tot programa informàtic condicionat o destinat a facilitar l'accés a sistemes d'informació per a descobrir secrets sense el consentiment de la víctima. A més de sistemes informàtics, s'inclourien l'adquisició de contrasenyes, codis d'accés o dades similars.
Exemples de precursors que faciliten el posterior espionatge són el programa espia, definit com un malware que parasita un ordinador i recopila informació sense el consentiment del propietari, o els keylogger, entès com un malware que permet accedir a contrasenyes registrant les pulsacions del teclat d'un ordinador.

### De l'estafa informàtica
El precursor del delicte d'estafa és regulat en l'art. 248.2.b, en relació amb el 248 CP. Dins d'aquesta categoria, un precursor seria la utilització de tot programa informàtic destinat a provocar, mitjançant engany o manipulació informàtica, un error a una altra persona, incitant-la a realitzar una transferència no consentida en el seu propi perjudici.
Exemples de precursors que faciliten la comissió d'una estafa són el phishing, tècnica amb la qual el criminal suplanta la identitat d'algun servei legítim i demana informació personal a la víctima, aconseguint que la hi lliuri, sota engany, o el pharming, a través del qual la víctima és arrossegada o redirigida, sense coneixement, a una web falsa en la qual introdueix les seves dades, sent aquests collits pel criminal.

### Del sabotatge informàtic
El precursor del delicte sabotatge informàtic és regulat en l'art. 264 ter, en relació amb el 264 CP. Dins d'aquesta categoria, un precursor seria tot programa informàtic, contrasenya o codi d'accés destinat a facilitar, de manera greu, el mal, deterioració, alteració o eliminació de dades, programes informàtics o documents electrònics d'altres persones.
Exemples de precursors que faciliten el sabotatge informàtic són les bombes lògiques, capaces de programar accions malicioses quan es donen determinades condicions, o els virus informàtics, softwares que infecten l'ordinador amb l'objectiu de destruir les dades o arxius emmagatzemats.